# تپه چمن سادر
تپه چمن سادر مربوط به دوران‌های تاریخی پس از اسلام است و در شهرستان دامغان، روستای چمنسار واقع شده و این اثر در تاریخ ۲۵ اسفند ۱۳۷۸ با شمارهٔ ثبت ۲۶۴۵ به‌عنوان یکی از آثار ملی ایران به ثبت رسیده است.